# هنري فلود
هنري فلود (بالإنجليزية: Henry D. Flood) (و. 1865 – 1921 م) هو سياسي، ومحامي من الولايات المتحدة الأمريكية. ولد في مقاطعة أبوماتوكس.
وهو عضو في الحزب الديمقراطي الأمريكي.